# دفترچه خاطرات یک بی‌عرضه: چله تابستون (فیلم)
دفترچه خاطرات یک بچه بی‌عرضه: چله تابستون (به انگلیسی: Diary of a Wimpy Kid: Dog Days) یک فیلم کمدی آمریکایی به کارگردانی دیوید باورز محصول سال ۲۰۱۲ ایالات متحده آمریکا است.

## خلاصه داستان
مدرسه تمام شده و گٍرگ آماده استفاده از تابستان خودش شده است. غافل از این که قرار است کل نقشه‌هایش برای اوقات فراغتش، غلط از آب در بیاد…

## بازیگران
- زکری گوردون در نقش گرگوری (گرگ» هفلی
- استیو زان در نقش فرانک هفلی، پدر گرگ
- رابرت کپرون در نقش راولی جفرسون
- پیتون لیست در نقش هالی هیلز، دوست دختر جدید گرگ
- راچل هاریس در نقش سوزان لیشاک-هفلی، مادر گرگ
- لین مک نیل در نقش پتی فارل، دشمن قسم خورده گرگ
- دوون بوستیک در نقش رودریک هفلی، برادر بزرگتر گرگ
- کاران برار در نقش شیراگ گوپتا
- گریسون راسل در نقش فریگلی، همکلاسی چندش و عجیب و غریب گرگ و راولی
- لی الین بیکر در نقش ایزابلا وندل-جفرسون، مادر راولی
- آلفرد همفرس در نقش آقای جفرسون، پدر راولی
- ملیسا راکسبرا